# 지권

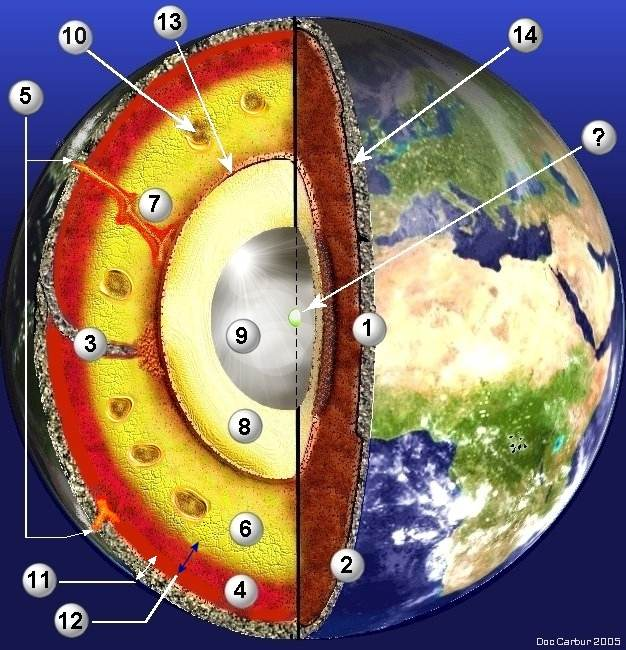

지권(地圈,Geosphere)은 연약권, 암권 등을 합하여 부르는 말이다.
지구의 최고 밀도 부분을 기준으로 구분한다. 대개 바위와 표토로 구성된다. 용어는 아리스토텔레스의 기후학에서 비롯된 네 가지 상태를 나타낸다. 고체 (지구), 액체 (물), 기체(공기)와 플라즈마 (불)에 적용된다. 지권은 연약권, 암권, 수권(hydrosphere), 대기, 전리층 또는 플라즈마권을 포함한다. 고밀도의 지권은 역시 지각, 맨틀, 핵으로 나뉜다. 외핵은 액체로서 특이한 존재이며 지구 내부의 일부분이다.
우주 공간 탐사가 시작된 후 이온층 또는 플라즈마권의 범위가 매우 가변적이며 이전에 생각하던 것보다 훨씬 크고 때로 지구자기권의 경계까지 팽창하는 것이 관측되었다. 이것은 지권계면이라 불리며 이 밖은 지구 유전 물질이 상대적으로 희박하다. 그 너머에는 태양풍이 지배적이다.